# Офісний розковбас
«Офісний розковбас» (англ. «Office Uprising») — американський комедійний фільм-екшн 2018 року, дебютна повнометражна режисерська робота Ліна Одінга. Світова прем'єра фільму відбулася 19 червня 2018 року. В український прокат стрічка вийшла 19 липня 2018 року.

## Сюжет
Десмонд (Брентон Туейтс) працює на фабриці з виробництва зброї в одному з офісів. Якось главі корпорації здалося, що його офісні працівники не дуже поспішають виконувати свою роботу. Аби повернути менеджерам та бухгалтерам бадьорість та ентузіазм, керівник дав усім випити енергетичний напій «Zolt». Його спеціально розробляли для військових, на яких чекає важливий бій. Та щось пішло не так. Диво-напій викликав не бажання наполегливо працювати, а бажання вбивати. Тож тепер кожен пригадає своєму колезі давню образу. За щасливим збігом обставин Десмонд запізнився цього дня на роботу і напій не випив. Його психіка не ушкоджена, та цьому зарано радіти, поки тебе намагаються вбити озвірілі колеги. Вони навіть доступ до новітньої зброї знайшли.

## У ролях
| • Брентон Туейтс | … | Десмонд              |
| • Джейн Леві     | … | Саманта              |
| • Каран Соні     | … | Мурад                |
| • Закарі Лівай   | … | Адам Нусбаум         |
| • Грегг Генрі    | … | Франклін Гант        |
| • Курт Фуллер    | … | Лентворт             |
| • Єн Гардінг     | … | Ніколас Фром         |
| • Сем Дейлі      | … | Маркус Гант          |
| • Алан Річсон    | … | Боб                  |
| • Корі Вінстон   | … | охоронець на воротах |

## Виробництво

### Знімальна група
- Автори сценарію — Пітер Гембл Робінсон, Єн Шорр
- Режисер-постановник — Лін Одінг
- Продюсери — Вільям Клевінгер, Шон Лід'ярд, Джулія Пренна, Джим Стіл
- Виконавчі продюсери — Джон Лі Броді, Кіс Коновер, Шон Е. Демотт, Тара Моросс, Тім Гегарті, Ной Лід'ярд, Нат Маккормік, Браян О'Ши, Стефані Пінола, Мішель Сеаньєс, Деніел Спіло, Брентон Туейтс
- Асоційовані продюсери — Ларрі Лейфілд, Кедді Ванасірікул
- Співпродюсер — Елліотт Майкл Сміт
- Лінійний продюсер — Кен Швенкер
- Оператор — Роберт Брінкманн
- Композитор — Тім Джонс
- Художник-постановник — Джо Леммон
- Художник з костюмів — Морган Дегрофф
- Художник-декоратор — Джозеф П. Зубор
- Артдиректор — Стів Мун
- Підбір акторів — Келлі Рой

### Зйомки
Основні зйомки фільму розпочалися наприкінці грудня 2016 року в США, в штаті Алабама.